# 姚采穎
姚采穎（英文：Yvonne Yao，1981年11月16日—)，台灣台北市人，為台灣知名的模特兒，演員。
2000年，她毛遂自薦參加「天使之翼」模特兒選拔活動，獲得最上鏡頭獎，之後即和伊林模特兒經紀公司簽約，參與過許多廣告、走秀及MV的演出。2004年為金莎巧克力所拍攝的廣告使她名氣漸開，並搭上由林志玲帶起的名模風潮，順利躋身台灣名模的行列。
之後她也嘗試過主持節目及參加戲劇的演出，較為人知的作品為2006年與霍建華及孫儷等一起演出的《屋頂上的綠寶石》，以及2005年與舒淇及霍建華合作的《風塵三俠之紅拂女》。因與舒淇有些神似，所以也有「小舒淇」之稱。
高中畢業於華岡藝校戲劇科。2008年6月21日，從國立台灣藝術大學戲劇與劇場應用學系畢業。
2020年9月成為玄奘大學影劇藝術系專案助理教授。

## 成長背景
- 她走紅後，媒體對她的坎坷身世也開始加以報導，她在2006年發表貧窮貴公主一書時，曾提及自己的身世：「小時候跟爸爸、媽媽在美國生活，不過，在幼稚園時候，爸爸外遇，我跟媽媽搬回台灣跟外公外婆一起生活。媽媽很辛苦，一個人撫養我長大。」爸媽離婚後，姚采穎最後一次見到爸爸身影是國小三年級，之後十幾年從未再見過，她說：「現在父親節當天，我都會買禮物送給外公跟舅舅。」
- 她自小由外公、外婆及母親撫養長大，但2006年的端午節前夕，也就是她發表《貧窮貴公主》一書不久後，她的外公便因病去世。
- 她曾在接受《聯合報》專訪時表示，曾為了八卦媒體不實的報導而有過自殺的念頭，「我曾壓力大到想自殺，但下一秒就告訴自己，這是不可能的選擇：因為我要照顧的家人還沒幸福無憂，我怎能撒手不管？」
- 雖然已經身為名模，但要負擔家計的她曾在訪談中表示，還是會去台灣知名的成衣批發集散地五分埔買衣服。也在書中提及自己國中三年級便開始打工，曾在許多餐廳工作過。

## 戲劇演出

### 電視劇
| 年份   | 頻道                    | 劇名                 | 飾演     |
| ------ | ----------------------- | -------------------- | -------- |
| 2005年 | 中視                    | 《風塵三俠之紅拂女》 | 平陽公主 |
| 2005年 | 中視                    | 《惡作劇之吻》       | 文真觀   |
| 2006年 | 中視                    | 《屋頂上的綠寶石》   | 凌佩妤   |
| 2008年 | 緯來                    | 《我的右腿》         | 汉妮     |
| 2008年 | 華視                    | 《歡喜來逗陣》       | 施芸芸   |
| 2008年 | 公視                    | 《桔醬的滋味》       | 葉靜軒   |
| 2010年 | 公視                    | 《木蘭花》           | 王玉蓮   |
| 2010年 | 台視/三立都會台         | 《第二回合我愛你》   | 齊小姐   |
| 2012年 | 公視                    | 《小孩大人》         | 江欣瑜   |
| 2012年 | 台視/三立都會台         | 《螺絲小姐要出嫁》   | 宋廷嬡   |
| 2012年 | 三立                    | 《我們發財了》       | 珍娜     |
| 2014年 | 台視/三立都會台         | 《再說一次我願意》   | 蕭莉玟   |
| 2014年 | 大愛                    | 《春暖向陽天》       | 施翠碧   |
| 2016年 | 台視/東森               | 《必勝練習生》       | 姚采穎   |
| 2016年 | 三立                    | 《獨家保鑣》         | 玲姐     |
| 2020年 | 愛奇藝台灣站/TVBS歡樂台 | 《墜愛》             | Tina     |
| 2022年 | LiTV 線上影視/MyVideo   | 《姊妹們，上》       |          |

### 電影
| 年份 | 片名          | 飾演            | 導演   | 類型   |
| ---- | ------------- | --------------- | ------ | ------ |
| 2010 | 《一個夜晚》  | 蛇蠍美人- Viola | 游智煒 | 電視   |
| 2011 | 《寶島漫波》  | 阿娟            | 王啟在 | 上映   |
| 2012 | 《棄城Z-108》 | LINDA           | 錢人豪 | 驚悚   |
| 2012 | 《時間門》    | 妻子            | 陳奕先 | 微電影 |
| 2015 | 《破風》      | Virgo 女教練    | 林超賢 | 上映   |
| 2015 | 《百味人生》  | 鄭怡蓉          | 黃玉珊 | 上映   |

### MV演出
| 年份   | 演唱人 | 歌名       |
| ------ | ------ | ---------- |
| 2007年 | RIM    | 證明       |
| 2007年 | 陳奕   | 奕想天開   |
| 2004年 | 周傳雄 | 男人海洋   |
| 2004年 | 信樂團 | 挑釁       |
| 2003年 | 張智成 | 凌晨三點鐘 |
| 2003年 | 胡彥斌 | 第一次     |

## 其他

### 廣告
- 2004年《金莎巧克力》
- 2003年《台新銀行信用卡布兒狗寶貝毯篇》
- 2003年《巧玲瓏杯麵 阿湯哥篇》
- 2004年《LG家電》
- 桂冠鮭魚炒飯
- Motorola-C330-換殼手機廣告
- 麥當勞-和風飯食 (with 范植偉)
- Sony Ericsson T610 手機廣告-裝扮篇
- 7-11彩色影印便
- 7-11電話預付卡
- 蜜妮洗面乳
- 藍山咖啡
- 康師傅紅茶
- up 2u彩妝保養
- 白蘭氏唐辛子錠
- 風城聯名卡
- 現代汽車
- 中華電信-019
- 飛柔洗髮精（中國大陸、香港）
- 台灣大哥大The One Club聯名卡-門篇
- OK WAP手機

### 主持節目
- 2004年　超視　摩登費加洛　(已停播)
- 2005年　八大電視　娛樂百分百代班主持
- 2007年　八大電視　 伊林的祕密花園 外景主持
- 2008年　八大電視　伊林的祕密花園 外景主持
- 2010年　威剛科技 年底尾牙之主持活動
- 2011年　高點電視 【愛莉絲的異想世界】電影導演之訪談單元

### 節目通告
- 小明星大跟班 (中天綜合台.中天娛樂台)2017.08.17 好久不見！你們好嗎？
- 天天樂財神 (中天娛樂台)

## 外部連結
- 姚采穎的Facebook專頁
- 姚采穎的Instagram帳戶
- 姚采穎的TikTok
- 【Y² 】姚采穎品牌概念設計網的Facebook專頁
- 姚采穎在互联网电影资料库（IMDb）上的資料（英文）
- 姚采穎在香港影庫上的簡介
- 姚采穎在豆瓣上的资料（简体中文）